# 葉月もえ
葉月 もえ（はづき もえ、1995年12月4日 - ）は、日本の元AV女優。

## 略歴
2016年にAVデビュー。「ムチムチ脱ぎ屋」という二つ名で呼ばれ、2021年の後半頃からは、真の「ムキムキ脱ぎ屋」に向けて身体を絞った。
パラダイステレビによる「セクシー女優ロックバンドプロジェクト」で結成されたバンドに同じ事務所の宮沢ゆかりと共に参加。男性ミュージシャン2名を加えた4人組ロックバンド・ヨルガオのメンバー（ベース担当）としても活動していた。
2021年5月からは事務所クローネの後輩、天馬ゆいとのトークイベント「もえちゃん天ちゃんの禁断白書」を開催。2022年11月の第18回ではノーメイクパジャマ回を行った。後述の引退もあり、2023年開催の第20回で終了を予定。
2022年12月1日、翌年3月をもっての引退を表明。3月31日に引退イベント開催を発表。同日、新宿レフカダにて「葉月もえ引退セレモニー そして伝説へ…」を開催。

## 人物
好きなものは、ドラクエ、Dead by Daylight、SABON、ジェラピケ、邦ロック。ファンの総称は「葉月一族」。
「アイツ」という、本人が描いたオリジナルキャラクターが存在する。

### ヘアスタイル
髪形が頻繁に変わることで有名であった。デビュー当初は黒髪ショート（ボブ）が基本だった。ただ、本人曰く色が抜けやすく、そのせいもあってか一部の作品では茶髪っぽく見えることもあった。
2018年ごろからは、セミロングからロングの間くらいの長さが基本となり、髪色は黒や暗めの茶髪系だった。この頃の作品の多くが、女子高生や大学生役のため、作品の雰囲気に合わせたヘアスタイルにしていた
2020年1月に、明るめな金髪になる。長さは変わりなし。同月に行われたオフ会でファンの前に初登場すると、会場からはどよめきが起こった。以前から金髪にしたがっていたため、ついに念願が叶った形となった。
髪色が明るくなってからは、ギャル系統の作品への出演が増えた。
2020年には他にも、髪色をピンクにしたり、アッシュグレーにしたりもしていた。2020年の誕生日に更新したTwitterで、再びショートにしたことを報告。
2021年に入ってからは黒髪になったり、茶髪になったりと、髪色で遊んでおり、長さもセミロング、ロング、ショートと変わっていた。
2022年に入ると、その時にセミロングだった長さを再びショートに。金髪を一時期挟み、ブルーのアッシュを入れたり、暗めの茶髪になったりしている。

## 出演作品

### アダルトDVD
2016年
- SOD女子社員オナホール開発プロジェクト 第4弾 業務に情熱注ぐ社員5名に生チ○ポ連続挿入で形状・特徴・オマ○コの個性を徹底解析!（11月23日、SODクリエイト）※「今野加代」名義　共演:今井恭子、神木恵美子、高木恵、川口聡美、石橋美紗子

2017年
- 仕事に誠実なSOD女子社員が過剰クレームに半裸姿で2マ○コ対応!（1月6日、SODクリエイト）※「今野加代」名義　共演:小林うらら　他出演:桜庭洋子、竹野萌、島田美鈴、池田彩芽
- 関西弁女子大生もえの生イキ生ナカデート@大阪（3月10日、S級素人）
- 実録・近親相姦 ［十一］ 猥褻施術実妹姦通編（3月10日、ゴーゴーズ）
- マジックミラー号 黒パンスト美脚OL限定! PART2 辱めスマタで感じちゃうスケベな美脚OLの破けたパンストからデカチ○ポをまんぐり挿入!! in丸の内（3月18日、SODクイエイト）※「みちこ」名義　共演:ひより　他出演:ゆき、こずえ、きよか、かずみ、ようこ、みらい、りこ、かなこ
- 素人ナンパ GET!! No.187 本音でハシゴ酒編（4月7日、桃太郎映像出版）他出演:今井まい、真田美樹 ほか
- 発掘いいなりドM! 理性ぶっ壊れ娘!アヘ媚薬で変態キメパコ生中出し!（4月19日、チキチキカマー）
- 童貞の僕が処女の幼馴染にパンティ越しのH練習をお願いしたらクロッチに恥ずかしい染みが!汚すとまずいからと生で素股したらヌルヌルのお股にズボッ!途端に顔が真っ赤になり、今まで聞いたことないＨな声を漏らす彼女!清純で恥ずかしがり屋なのに実は生まれながらの多感症で、初めてなのにビクンビクン痙攣して激しく何度も求め合った!!（4月28日、SCOOP）他出演:藤川れいな、和登こころ、大原すず
- 超激似 磯○さ○か むっちりわがままボディが奇跡の降臨! 濃厚エロスを見てください!（5月1日、Rookie）
- おっぱいが張って痛いと悩む姪っ子。はれが引くお薬だよと媚薬を塗っておっぱいをマッサージしてあげたら、張った乳首がコリコリに勃ったまま茫然自失。そのまま乳首と唇を吸いまくってぬぷっと挿入（5月5日、DIY）他出演:大原すず、藤川れいな、和登こころ
- 顔出し!女子大生限定 ザ・マジックミラー 素人娘初めての3P体験編 4 Wチ●ポに恥じらいつつもオマ○コがキュンと疼きだす! スケベ心が抑えられずに連続絶頂!! 計16挿入!! in池袋（5月7日、ディープス）※「さゆり」名義　他出演:ますみ、なぎさ、りえ、ゆか、のぞみ、あやか、ななみ
- マジックミラー号 10代女子限定! はじめての拘束おもちゃ体験で入学したての無垢な女子大生10人激イキ! 6本番成功! 勝手にお漏らしちゃった子3人… in御茶ノ水（5月18日、SODクリエイト）※「まな」名義　共演:りさ　他出演:ともこ、さやか、しほ、あけみ、ゆうな、れな、しおん、さえ
- ちょっとそこのお嬢さん! 「先っちょだけ挿れさせてくれませんか?」 高額報酬に釣られた素人お嬢さんの鼻や口に色々な物の先っちょだけ挿れさせてもらい、最後はおま○こにチ○ポの先っちょを挿れさせてもらったら滅茶苦茶スケベなことができちゃいました!（5月19日、ATOM）他出演:清本玲奈、若菜まゆ ほか
- ナンパ連れ込みSEX隠し撮り・そのまま勝手にAV発売。する 23才まで童貞 Vol.16（5月25日、綜実社）※「さとこ」名義
- 妹の生マ●コが見たい童貞お兄ちゃん（6月1日、sister）他出演:宮沢ゆかり
- 「ねぇ?あたしと一緒にチャットでいっぱ〜いHなことしよ」 制服美少女!ピチャピチャ潮吹きLIVEチャットオナニー 4時間DX vol.13（6月1日、VALEX）他出演:宮沢ゆかり、蓮実クレア、あず希、上原志織、二階堂ゆり
- 快感我慢してマ○コを締めろ！第1回ノーパンローターぶらぶらブラ下げ膣圧相撲対決（6月1日、はじめ企画）※「さな」名義　共演:みゆ　他出演:れな、さき、ななみ、さやか
- しろうと愛人 001 六本木デートクラブ所属 現役女子大生もえちゃん21歳（6月2日、ONEZ）
- ヤリサーだと知らずに新歓コンパに来た超マジメ新入生を酔わせて、2次会宅飲みに誘ってさらに酔わせてみんなで中出しして楽しんじゃいました! 2（6月7日、お夜食カンパニー）共演:朝比奈ゆめの　他出演:今井まい、あず希、七菜原ココ
- 1vs1 ノーカット初撮りS級素人1発勝負SEX VOL.003（6月9日、S級素人）他出演:河北はるな、村上まお、内川桂帆
- ラブラブカップルのハメ撮り動画流出スペシャル（6月9日、S級素人）他出演:唯川希、星空キラリ、小西悠、あけみみう
- 短期集中育成! 猛烈!フルコミットコーチング! 内に秘めた“雌”の解放 春原未来が3人のうぶな新人女優を変態痴女調教（6月15日、SODクリエイト）共演:春原未来、小川桃果、藤波さとり
- 「100，000回転の電マを当て続けたらどうなるか?」をSOD女子社員が真面目に検証してみた結果パンツスーツの裾まで染みるほど漏らして漏らして5人合計48回イキ SOD性科学ラボ レポート2（6月15日、SODクリエイト）※「今野加代」名義　他出演:石巻早百合、向坂由佳、半澤るい、熊本藍、葉田泉美
- 今年の夏は遊ぶ気満々! 女子大生ヤリマン予備軍にヤラれまくったボク!! 女子と海水浴なんて一度も行ったことのないボクは超夏嫌い。しかしそんなボクと真逆に夏が待ち遠しくてたまらない大学生の姉ちゃんが友達を呼んで、まさかの水着披露会!?海やプールでナンパされたい!彼氏をゲットしたい!とテンション上がりまくり!その生着替えをのぞいていたらバレてしまったけど、女子大生たちは水着を見せつけてポロリ連発!! すると、勃起したボクのデカチンに全員目の色が変わりはじめて…!?（6月19日、Hunter）共演:星空もあ、黒瀬萌衣、藤川れいな、浜崎真緒 ほか
- 孕ませ美少女 オヤジの生チ○ポで種付け撮り4連発!（6月23日、S級素人）他出演:結菜はるか ほか
- 一般人カップル×真正中出し×連続射精ゲーム 中出し1発10万円! 愛する彼氏の目の前でイケメン・デカチン・童貞くんetc. 次々と現れる寝取り男との連続セックスに挑戦! ストップ掛ければ終了だけど 「もっといっぱい突いて!」 生ハメが気持ち良すぎて真正中出し合計20発!（7月6日、SODクリエイト）※「まな」名義　他出演:みゆ、れな
- ガチンコ 全裸三種競技 2 Naked七夕祭り＆夏フェス2017　ぬるぬるテカテカのエロボディ!夏全開!マ○コ全開の競技で団体戦!! 〜全裸ローションスイカ割り、全裸ビーチクフラッグス、全裸オイル相撲で真剣勝負〜（7月20日、ROCKET）共演:山川ゆな、森保さな、ルロア・クララ、滝本エレナ、若槻美香、佐々倉まみ
- 「やばい!オマ●コイッちゃう!」 アヘ顔全開! 清純派女子校生12人がすご〜くエッチな自撮りに大興奮!もっとエッチな私を見て欲しいな… オマ●コぴちゃぴちゃ 指入れ投稿オナニー 4時間（8月1日、ロリオナ）他出演:北川ゆず、星咲伶美、宮沢ゆかり、 あず希、月本愛、水川ひなこ、小西みか、天野美優、小池奈央 ほか
- いいことあるぞ! 某ドーナツ店アルバイト 葉月ちゃん（8月1日、AV）
- ふとももユートピア 2（8月13日、アロマ企画）共演：結菜はるか　他出演:心花ゆら、咲坂花恋、桜咲姫莉、柊木なな、横山みれい、七海ゆあ
- パンティ越しマン土手とすべすべ内腿でむちっと三角絞め（8月13日、アロマ企画）他出演:水谷あおい、月本愛、結菜はるか、高城アミナ
- 分かりやすいオナニーサポート! リアルち○ぽでAJOI（8月13日、アロマ企画）他出演:黒木いくみ、今井まい、若菜まゆ、あやね遥菜
- 「アンタごときがなに幸せになってんのよ!」 人生初の彼女が出来て浮かれているボクを嫉妬に燃えるクラスメイト女子が無理やり勃起させる! 去年まで女子校の女子だらけの学校に編入したボク。女子と楽しく話すどころか、男子が少なくてイジメられていたけど、ちょっと地味めな女子に告白されて人生初の彼女が出来た!毎日幸せな日々を過ごしていたらその光景が許せないボクをイジメていた女子たちが彼女と2人きりにさせまいと、パンツを見せつけられたり、濃厚なキスをされたり、胸を揉まされたりしてきては勃起させられ「私のほうがいいでしょ」なんて嫉妬全開で誘惑してきて…。当然ボクは断りきれず勃起しまくりで初めての彼女がいるにも関わらず浮気しまくっちゃいました!（8月19日、Hunter）共演:椎名そら、七菜原ココ、月本愛、宮崎あや ほか
- feti072監督のヌケるレズビアン映像 07（8月19日、ゑびすさん）共演：宮沢ゆかり
- 純情姉妹の接吻レズ 虜になった女同士の淫らな秘め事（8月24日、ヒビノ）共演:山川ゆな
- 絶対抜ける! ド迫力映像 あ〜いくぅ その時女はエロスの極み（9月1日、FAプロ）他出演:神納花、桐島美奈子、春原未来、倉本雪音、神山なな、香山亜衣、桜咲姫莉、久我かのん、森下美緒、七海ゆあ、真弓あずさ、生駒はるな、本真ゆり、塚田詩織、葵紫穂、水嶋アリス、天野小雪、中島京子、成宮いろは、横山夏希、原美織、川越ゆい、涼川絢音　※AV OPEN 2017 ドラマ部門エントリー作品
- コンドームなしでエッチな状況になったらどうなるのかをモニタリング 団地に泊まろう! イケメン男優が「奥さんを見て勃起しちゃいました…」と近づいたらどうなるのか?　…結果、「お願い…中に出して…」と懇願! 旦那が熟睡している1メートル横で生ハメ生中出し!（9月7日、SODクリエイト）※「えみ」名義　他出演:かなこ、もも
- 『危険日だけど生でヤル勇気あるならしてもいいよ!』 ちょっとお高くとまった魅惑の小悪魔ヤリマン義妹に危険日中出し!! 父親が再婚して進学校に通う可愛いけどどこか小生意気で小悪魔的な頭の良い義理の妹が出来た!!でも頭が良くて清楚な見た目とは裏腹に超が付くほどのエッチ好きで実はヤリマンだった!いつも無防備でパンチラ&胸チラは当然のこと、乳首も見えたりします!そんなの見た日には当然勃起!ボクを見下しているがエッチ大好きな義妹はそんな勃起チ○ポを見つけたらスイッチが入りボクを露骨に誘惑!!それどころか『危険日だけど生でヤル勇気あるならしてもいいよ。でもお兄ちゃんにそんな度胸は無いか』と小馬鹿にされて引き下がれず危険日に生SEXしちゃいました!!しかも生SEXがあまりに気持ちよかったのか小生意気な義妹が可愛い声で喘ぎはじめて最後は中出しまで求めてきた!!※あまりに可愛かったので調子にのって何回も中に出しちゃいました!（9月7日、Hunter）他出演:玉木くるみ、桜木優希音、逢沢るる、あおいれな
- サークル飲み会で乱交しちゃった映像を勝手にAV化! サークル飲みで終電を逃した酔っぱらった女子たちがイケメンの提案で駅の近くにあるボクの家にやってきた!みんな酔っ払っているから軽いボディタッチやパンチラ&胸チラは当たり前!! かなりハードルは低くなってるから更にゲームで酔わせて王様ゲームなどのエッチな飲み会ゲームで盛り上がって最後は乱交しちゃいました!! しかも調子に乗って中出ししまくっちゃいました!!（9月7日、お夜食カンパニー）共演:月本愛、関根奈美　他出演:ひなたりこ ほか
- ハートセーラー戦士 アフロディータ（9月8日、GIGA）共演:徳永れい
- 素人男女観察! モニタリングAV 兄妹の兄妹愛徹底検証!! 普段は絶対話さない『初体験』や『性感帯』を兄が妹から聞き出し妹が答えられれば賞金!を差し上げます!徐々に過激になる質問、そして赤裸々な妹の回答に思わず兄も勃起!さらに『妹のオナニーの感想』『中出しの感想』でムラムラは最高潮に!果たして禁断の一線を超えてしまい近親相姦してしまうのか?（9月19日、お夜食カンパニー）他出演:宮沢ゆかり、橋下まこ、向井戸涼、本田るい
- 保健室でお昼寝熟睡中のノーブラ、ブルマ体操着のJKにイタズラ!!寝ているのにポッチン乳首はビンビン、腰はクネクネ! セックスしてる夢でも見てるのか…そのままリアルセックスに突入だよね!（9月21日、SOSORU×GARCON）他出演:関根奈美、向井戸涼
- 小悪魔女幹部ふたなりヒロイン快楽責め 〜美少女戦士セーラーメティス〜（9月22日、GIGA）共演:山川ゆな、宮沢ゆかり
- 直下型パンチラ挑発（10月13日、アロマ企画）他出演:星咲伶美、松下美織、大槻ひびき、北川ゆず、藤本ゆうり、小池奈央、横山凛、倉本雪音、若菜まゆ、成海夏季、八ッ橋さい子、水澤りこ、今井まい、涼海みさ、三上絵理香、木下寧々、小谷みのり、水谷あおい、あやね遥菜、月本愛、黒木いくみ、桜木優希音、咲坂花恋、結菜はるか、高城アミナ
- 罵り唾吐きツンデレ娘 煙が出るまでシゴいてなっ!（10月20日、レイディックス）他出演:川菜美鈴、水野朝陽、安野由美、詩温陽菜、菊池つぼみ
- 誘惑的パンチラコレクション 3（10月25日、アロマ企画）他出演:あおいれな、川村まや、八ッ橋さい子、白金れい奈、雪美えみる

2021年
- ロケ前日は、仮眠室で。（2月12日、SILK LABO・及川大智）

2022年
- オマエ、いい歳してまだ童貞なのかよー!!wwウチらがヌキまくってヤリチンに育ててやんよw 同窓会で10年ぶりに再会した元ギャル同級生が童貞アラサーの僕のマンションにやってきて朝まで12発ヌカれまくった（12月22日、SODクリエイト）

2023年
- 都会の絶倫ギャル集団に押しかけられ、そのまま住み着かれてしまった農村デカマラM男の中出し子作り生活。（1月26日、SODクリエイト）

2024年
- カメラの前でおしっこする女 5（11月26日、グローリークエスト）

### イメージDVD
- 恋空ノベル（2016年12月23日、No.3）※「横山穂南未」名義
- ぴよぴよ成長日記 ボクのいもうと1年生 vol.2（2017年7月28日、21世紀FAX）※「花桃ひとみ」名義

## 出演

### テレビ
- 秋の自慰1グランプリ（2019年10月4日、パラダイステレビ）‐ モエナビスタ 役[7]
- 魚拓と成瀬のツキとスッポンぽん #267,#268（2019年10月13日,20日、パチ・スロ サイトセブンTV）

### ウェブテレビ
- ロンドンハーツABEMA特別編（2022年5月31日、ABEMA）アンケート協力[8]

### イベント
- * SOD女子社員酒場台湾限定出店イベント（2019年11月15 - 16日、台湾・台北市）[9][10]
- 今夜はあなたと酔いたいの セクシー美女たちと大飲酒オフ会 → おいでよ！クローネナイト（2018年3月16日 ‐ 2021年4月17日、レフカダ新宿） ‐ MC[11]